# Tilgungsplan
Unter einem Tilgungsplan (auch Amortisationsplan; englisch redemption plan) versteht man im Bankwesen eine Liste in tabellarischer Form über die künftigen Tilgungsbeträge und Kreditzinsen nebst zugehörigen Fälligkeiten bei Tilgungsdarlehen.

## Allgemeines
Bei langfristigen Darlehen hat der Kreditnehmer ohne Tilgungsplan kaum Überblick über die künftig von ihm zu entrichtenden Zahlungen. Tilgungspläne verleihen Struktur und sind das Grundgerüst jeder (längerfristigen) Darstellung einer Finanzierung. Der Kunde kann seine regelmäßigen Zahlungspflichten üblicherweise einem eigenständigen Zins- und Tilgungsplan entnehmen. Ein Tilgungsplan dient zur Erhöhung der Transparenz insbesondere bei Ratenkrediten und Annuitätendarlehen, um dem Kreditnehmer den Überblick über die von ihm zu leistenden Zahlungen zu verschaffen. Aufgrund eines hinreichend detaillierten Tilgungsplans lässt sich bereits bei oberflächlicher Prüfung erkennen, dass sich beim Annuitätendarlehen die Zinshöhe jeweils innerhalb eines Jahres trotz der vierteljährlich zu leistenden Tilgungsraten nicht verändert. Der Tilgungsplan stellt eine Zahlungsreihe dar, die die Tilgungs- und Zinsausgaben in komprimierter Form wiedergibt:
| Jahr   | Restschuld | Zins     | Tilgung   | Annuität  |
| ------ | ---------- | -------- | --------- | --------- |
| 1      | 100.000 €  | 5.000 €  | 18.097 €  | 23.097 €  |
| 2      | 81.903 €   | 4.095 €  | 19.002 €  | 23.097 €  |
| 3      | 62.901 €   | 3.145 €  | 19.952 €  | 23.097 €  |
| 4      | 42.949 €   | 2.147 €  | 20.950 €  | 23.097 €  |
| 5      | 22.000 €   | 1.100 €  | 22.000 €  | 23.100 €  |
|        |            |          |           |           |
| Summen |            | 15.488 € | 100.000 € | 115.488 € |

## Rechtsfragen
Ein Tilgungsplan ist bei Verbraucherdarlehensverträgen nach § 492 Abs. 3 Satz 2 BGB in Verbindung mit Art. 247 § 14 Abs. 1 EGBGB gesetzlicher Pflichtbestandteil des Kreditvertrages und muss nach dieser Vorschrift klären, welche Zahlungen in welchen Zeitabständen zu leisten sind und welche Bedingungen für diese Zahlungen gelten. Dabei ist aufzuschlüsseln, in welcher Höhe die Teilzahlungen auf das Darlehen, die nach dem Sollzinssatz berechneten Zinsen und die sonstigen Kosten angerechnet werden. Er muss mindestens Angaben über Zins- und Tilgungsrhythmus, Höhe der Zins- und Tilgungsraten und deren Fälligkeit enthalten. Als Tilgungsrhythmus ist monatliche, vierteljährliche, halbjährliche oder (selten) jährliche Zahlung möglich. Der im Tilgungsplan festgelegte Tilgungsrhythmus und die Höhe der Tilgungsraten können durch den Kreditnehmer nicht einseitig verändert werden, so dass außerplanmäßige Tilgungen nicht möglich sind. Anzugeben ist auch der Zinssatz (nominal und effektiv). Der Tilgungsplan ist dem Darlehensnehmer auf einem dauerhaften Datenträger zur Verfügung zu stellen.
Auch bei anderen langfristigen Kreditarten (Investitionskredite, Realkredite, Konsumkredite oder Immobilienfinanzierungen) ist die (freiwillige) Erstellung von Tilgungsplänen durch Kreditinstitute vorgesehen. Die Erstellung eines Tilgungsplanes ist nur möglich, wenn ein Festzins vereinbart wurde, es sei denn, der Tilgungsplan beschränkt sich auf die Angabe der Tilgungsraten.

## Form
Beim Annuitätendarlehen legt der Tilgungsplan offen, dass die Annuität konstant bleibt, während die aufzubringenden Kreditzinsen zu Gunsten des Tilgungsanteils sinken. Bei Tilgungsdarlehen verläuft hingegen die Annuität degressiv, während die Tilgungsraten konstant bleiben.

## Anleihen
Auch Anleihen können in ihren Anleihebedingungen einen Tilgungsplan enthalten. Anleihen mit festem Tilgungsplan (Tilgungsanleihen) enthalten zwangsläufig eine Kündigungsklausel, während Anleihen ohne Tilgungsplan eine Kündigungsvereinbarung durch den Emittenten vorsehen können.